# Loza de Barrera
Loza de Barrera es una localidad del estado mexicano de Guanajuato. Es parte del municipio de Silao de la Victoria.

## Demografía
| Gráfica de evolución demográfica |
|                                  |

| Censo | Población |
| ----- | --------- |
| 1900  | 283       |
| 1910  | 441       |
| 1921  | 244       |
| 1930  | 287       |
| 1940  | 195       |
| 1950  | 144       |
| 1960  | 477       |
| 1970  | 506       |
| 1980  | 289       |
| 1990  | 820       |
| 2000  | 933       |
| 2010  | 1 096     |
| 2020  | 1 231     |